# Too Much (canción de Carly Rae Jepsen)
«Too Much» es una canción de la cantante canadiense Carly Rae Jepsen. Fue lanzada como quinto sencillo de su cuarto álbum de estudio Dedicated el 9 de mayo de 2019 por 604 Records, School Boy Records e Interscope Records. «Too Much» fue escrita por Jepsen, John Hill, Jordan Palmer y Noonie Bao, y producida por Hill y Palmer. El video musical de la canción fue lanzado el 17 de mayo de 2019.

## Recepción crítica
Keely Quinlan, de Stereogum, calificó la canción como «una escena pop de una canción pop», diciendo que «se abre un poco más lenta y silenciosa que las otras con una melodía líder de sintetizador», pero se basa en tener «una sensación de estar en la pista de baile, que es lo que Jepsen siempre hace lo mejor».

## Presentaciones en vivo
Jepsen interpretó «Too Much» en vivo por primera vez en The Late Late Show with James Corden el 16 de mayo de 2019.